# Холокост в Брестском районе
Холокост в Бре́стском районе — систематическое преследование и уничтожение евреев на территории Брестского района Брестской области оккупационными властями нацистской Германии и коллаборационистами в 1941—1944 годах во время Второй мировой войны, в рамках политики «Окончательного решения еврейского вопроса» — составная часть Холокоста в Белоруссии и Катастрофы европейского еврейства.

## Геноцид евреев в районе
Брестский район был захвачен немецкими войсками уже 22 июня 1941 года, и находился под нацистской оккупацией более трёх лет — до конца июля 1944 года.
Нацисты включили Брестский район в состав территории, административно отнесённой в состав Брест-Литовской округи генерального округа Волынь-Подолия рейхскомиссариата Украина. Вся полнота власти в районе принадлежала зондерфюреру — немецкому шефу района, который подчинялся руководителю округи — гебитскомиссару. Во всех крупных деревнях района были созданы районные (волостные) управы и полицейские гарнизоны из коллаборационистов.
Для осуществления политики геноцида и проведения карательных операций сразу вслед за войсками в район прибыли карательные подразделения войск СС, айнзатцгруппы, зондеркоманды, тайная полевая полиция (ГФП), полиция безопасности и СД, жандармерия и гестапо.
Одновременно с оккупацией нацисты и их приспешники начали поголовное уничтожение евреев. «Акции» (таким эвфемизмом гитлеровцы называли организованные ими массовые убийства) повторялись множество раз во многих местах. В тех населенных пунктах, где евреев убили не сразу, их содержали в условиях гетто вплоть до полного уничтожения, используя на тяжелых и грязных принудительных работах, от чего многие узники умерли от непосильных нагрузок в условиях постоянного голода и отсутствия медицинской помощи.
Оккупационные власти под страхом смерти запретили евреям снимать желтые латы или шестиконечные звезды (опознавательные знаки на верхней одежде), выходить из гетто без специального разрешения, менять место проживания и квартиру внутри гетто, ходить по тротуарам, пользоваться общественным транспортом, находиться на территории парков и общественных мест, посещать школы.
Осуществляя политику юденфрай, нацисты прилагали любые усилия для выискивания, поимки и убийства даже отдельных евреев. Например, была выслежена, схвачена и убита еврейка у деревни Михалин
К концу 1942 года евреи в Брестском районе были почти полностью уничтожены. Самые массовые убийства евреев произошли в Бресте, Домачево, Томашовке, Чернавчицах, Лыщицах и Мотыкалах.

## Гетто
Реализуя нацистскую программу уничтожения евреев, немцы создавали гетто почти во всех городах и населённых пунктах Беларуси, где проживало еврейское население. Так и в Брестском районе оккупанты создали 5 гетто:
- в Брестском гетто (16 декабря 1941 — 18 октября 1942) были убиты до 20 000 евреев.
- в Домачевском гетто (1 ноября 1941 — 20 сентября 1942) были убиты около 20 000 евреев.
- в гетто в Томашовке (июль 1942) были убиты более 2000 евреев.
- в Чернавчицком гетто (лето 1941 — октябрь 1942) были убиты около 1000 евреев.

### Гетто в Лыщицах
В деревне Лыщицы перед оккупацией осталось около 700 евреев. В сентябре (по другим данным — в августе) 1942 года гетто было ликвидировано, а все узники расстреляны. Для проведения «акции» на станцию Лыщицы прибыли каратели из Бреста. Возле озера Курилово были вырыты три огромные ямы. Убийства продолжались около 20 дней.
В 1956 году на братской могиле был установлен обелиск Историко-культурная ценность Республики Беларусь, .

## Случаи спасения и «Праведники народов мира»
В Брестском районе 4 человека были удостоены почетного звания «Праведник народов мира» от израильского мемориального института «Яд Вашем» «в знак глубочайшей признательности за помощь, оказанную еврейскому народу в годы Второй мировой войны»:
- Курянович Игнатий — за спасение Смоляра Моше в Бресте[19];
- Головченко Петр и Софья, и Макаренко Пелагея — за спасение семьи Манкеров и Энгельмана Миши в Бресте[20];

## Память
Опубликованы неполные списки евреев, убитых в Брестском районе.
Памятники жертвам геноцида евреев установлены в Бресте, Домачево, Томашовке, Чернавчицах и Лыщицах.